# Martin Thomsen (Mediziner)
Martin Thomsen (* 2. September 1902 in Rendsburg; † 9. Juni 1978 in Lich) war ein deutscher Chirurg und Missionsarzt.

## Leben
Martin Thomsen wurde 1902 in Rendsburg geboren. In den Jahren 1933 und 1934 arbeitete er mit seiner Frau, der Internistin Grete Thomsen in einer Gemeinschaftspraxis in Gelting.   
1934 ging das Ehepaar als Missionarsärzte nach Indonesien, wo sie zunächst auf der Insel Nias bei Sumatra stationiert waren und ein Netz von medizinischen Hilfsstationen aufbauten. Hier nahmen beide nach der Internierungszeit von Martin Thomsen und einer Zwischenstation am Krankenhaus der Diakonissenanstalt in Flensburg (1946–1951) im Jahr 1951 erneut ihre Tätigkeit auf.
1970 wurde Martin Thomsen gemeinsam mit seiner Frau für das jahrzehntelange humanitäre Engagement mit der Paracelsus-Medaille der deutschen Ärzteschaft ausgezeichnet.